# Трубецкой (Курганская область)
Трубецкой — посёлок в Половинском районе Курганской области. Входит в состав Половинского сельсовета.

## История
Основан в 1918 году. По данным на 1926 год состоял из 37 хозяйств. В административном отношении входил в состав Половинского сельсовета Половинского района Курганского округа Уральской области.

## Население
| 1989 | 2002 | 2010 |
| ---- | ---- | ---- |
| 37   | ↗45  | ↘32  |

По данным переписи 1926 года в поселке проживало 203 человека (97 мужчин и 106 женщин), в том числе русские — 203 человека.